# 하우스 오브 하드코어
하우스 오브 하드코어(House of Hardcore, HOH)는 프로레슬링 선수 토미 드리머가 설립한 미국의 레슬링 단체이다. 슬로건은 "정치도 없고, 헛소리도 없다, 오직 레슬링만 있을 뿐"이다. HOH는 역사상 12개 주와 3개국에서 이벤트를 개최했다. 2020년 3월 14일 이후로 단체는 활동하지 않고 있다.

## 역사

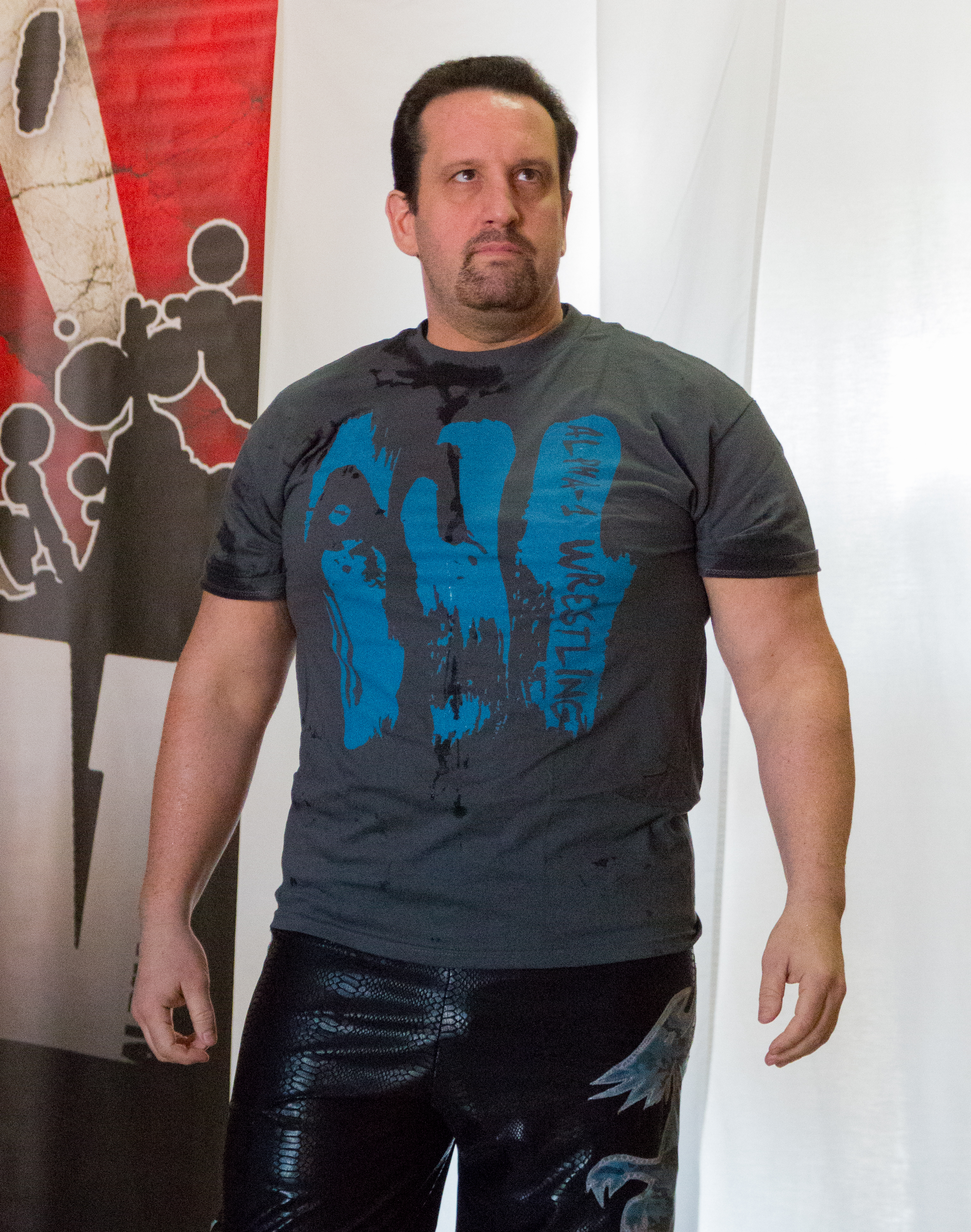
하우스 오브 하드코어의 설립자 토미 드리머, 2014년

2012년 6월 21일, 프로레슬링 선수 토미 드리머는 자신의 X 계정에 하우스 오브 하드코어 홍보를 시작했다. 그 후 몇 주 동안 HOH는 드리머, 헤일 콜린스, 빅 달리셔스가 포킵시의 미드-허드슨 시빅 센터에 기반을 둔 레슬링 학교로 밝혀졌으며, 2012년 10월 6일에 이벤트도 개최할 예정이었다. 드리머는 자신이 활동했던 단체인 ECW의 정신을 가진 단체를 원했고, 하우스 오브 하드코어는 ECW 훈련 학교의 이름이었다. 첫 쇼의 성공으로 단체는 계속해서 이벤트를 개최했지만, 레슬링 학교는 건물 문제로 인해 2016년에 문을 닫았다.
HOH는 역사상 패밀리 레슬링 엔터테인먼트, 컴뱃 존 레슬링, 임팩트 레슬링, 아웃백 챔피언십 레슬링, 리얼리티 오브 레슬링, 인터내셔널 레슬링 카르텔, MCW 프로 레슬링, 오지 올 프로, 내셔널 레슬링 얼라이언스, 링 오브 아너, 오버드라이브 레슬링, 친록 레슬링과 협력했다. 첫 이벤트에서는 드리머가 보유한 FWE 헤비웨이트 챔피언십이 칼리토 콜론과 마이크 녹스를 상대로 방어되었다. 2013년 11월 9일, TNA 레슬러 불리 레이가 회사에 데뷔하여 드리머를 공격하고 TNA PPV 원 나잇 온리: 올드 스쿨을 홍보했다. 2017년 1월 트라발리안테가 WWE에 합류할 때까지 모든 HOH 쇼에 출연한 유일한 로스터 멤버는 드리머와 아나운서 빅 트라발리안테였다.
하우스 오브 하드코어 4 이벤트 이후 토털 논스톱 액션 레슬링에 의해 불리 레이가 쇼에서 제외되자, HOH를 대표하는 드리머는 불리 레이와 데본과 함께 딕시 카터, 마이클 허터와 그들의 동맹과의 대립에 합류했다. 이 대립은 2014년 8월 7일 임팩트 레슬링 에피소드에서 불리 레이가 딕시를 테이블에 처박으면서 끝났다. 이 대립 이후 드리머는 TNA에서 보비 래슐리, 팀 3D, 매그너스, 브램과 에릭 영과의 경기에서 HOH를 계속 대표했다.
2014년 8월 7일, 단체는 TruTV 시리즈 임프랙티컬 조커스의 "잃어버린 소년" 에피소드에 출연했다. 브라이언 "Q" 퀸은 패배한 벌칙으로 피터 팬 복장을 하고 뮤지컬에 참여한다고 들었지만, 대신 관객을 모욕한 후 드리머와 싸워야 했다. 이 출연은 2014년 6월 6일 하우스 오브 하드코어 4에서 촬영되었다.
2015년 4월 13일, HOH는 7월 18일 온타리오 주 토론토에서 첫 국제 쇼를 개최한다고 발표했다. 3일 후, 하우스 오브 하드코어는 파이트 네트워크와 글로벌 텔레비전 계약을 발표했다. 5월 12일부터 HOH는 현재까지 모든 하우스 오브 하드코어 이벤트의 하이라이트를 담은 10개의 1시간짜리 쇼를 방영했다. 파이트 네트워크의 하우스 오브 하드코어는 케이블비전의 옵티머스 TV, 그랜드 커뮤니케이션즈, 셴텔 케이블, 암스트롱 케이블을 통해 미국에서, 캐나다 전역에서, 북미의 로쿠 기기에서, 그리고 유럽, 아프리카, 중동의 30개국 이상에서 전 세계적으로 방영되었다.
2015년 11월 30일 WWE 러 에피소드에서는 HOH 복장을 한 드리머가 WWE에 깜짝 복귀하여 더 더들리 보이즈와 라이노를 더 와이어트 패밀리로부터 돕는 모습이 방영되었다. 드리머의 WWE에서의 짧은 활동은 2016년 1월에 끝났는데, 더 오랜 계약은 HOH를 문 닫게 만들 수 있었기 때문이다.
2016년 6월에는 드리머가 아웃백 챔피언십 레슬링과 파트너십을 맺고 호주에 HOH를 가져왔다. 이 이벤트의 성공으로 HOH는 2017년 6월과 2018년 7월에 오지 올 프로와 함께 여러 이벤트를 위해 호주로 돌아왔다.
2016년 11월 20일, HOH는 FloSlam과 라이브 스트리밍 이벤트 (2016년 12월부터 시작) 및 일부 아카이브 이벤트의 온디맨드 액세스 계약을 발표했다. 2017년 3월, HOH와 FloSlam은 2017년 5월까지 이벤트를 포함하도록 계약을 연장했다.
2017년 6월 5일, 하우스 오브 하드코어와 프로레슬링 티스닷컴은 "하드코어의 여름"이라는 프로모션을 위해 팀을 맺었다고 발표했다. 이 프로모션을 통해 팬들은 12개의 이전 HOH 티셔츠 디자인 중에서 구매할 수 있다. "하드코어의 여름"은 9월 1일까지 진행된다. 허리케인 하비에 대한 대응으로 HOH는 노동절 프로모션을 발표하여 ProWrestlingTees.com의 모든 주문을 일치시키고 폭풍 피해자들에게 셔츠를 보낼 것이라고 밝혔다. HOH 스토어는 계속 운영 중이다.
2017년 10월 8일, 드리머는 뉴욕 코믹콘에서 트위치와 HOH의 다년 독점 파트너십을 발표했다. 공식적인 라이브 콘텐츠 방영은 하우스 오브 하드코어 35이며 콘텐츠는 매주 추가될 예정이다. 이로 인해 HOH는 스토리에 집중하고 미래에 하우스 오브 하드코어 챔피언십을 창설할 예정이다. 또한 HOH는 레슬매니아 주말을 포함하여 더 많은 쇼를 개최할 예정이다.
하우스 오브 하드코어 TV의 첫 에피소드는 2017년 11월 8일 트위치에서 방영되었다. 정해진 길이 없이 수요일 밤 9시(동부 표준시)에 방영된 이 쇼는 일반적으로 미래 이벤트 홍보, 과거 이벤트 요약 및 HOH 아카이브에서 선보인 경기를 특징으로 했다. 쇼의 목표 중 하나는 레슬러들이 자신의 프로모 세그먼트를 만들도록 하여 "레슬러들의 실제 이야기를 들려주는 것"이었다.
 2018년 7월 18일 에피소드부터 HOH TV 쇼 형식은 드리머가 일부 게스트와 함께 라이브 Q&A를 진행하고 HOH 및 기타 주제에 대해 토론하는 것으로 변경되었다. 또한 2018년 5월부터 라이브 이벤트를 방영하는 대신 사후 제작 시간을 가진 후 매월 HOH 쇼가 방영되었다. 하우스 오브 하드코어 43은 트위치에서 방영된 마지막 현재 이벤트였으며, 대신 HOH 초기 이벤트가 방영되어 드리머, 모니크 드프리, 때로는 다른 레슬러들이 트위치 채팅에서 시청자들과 함께 대화했다. HOH는 2019년 3월에 트위치에서 이벤트 방영을 중단하고 2020년 10월에 Q&A를 중단했다.
2018년 1월부터 드리머는 HOH 운영 외에도 임팩트 레슬링의 백스테이지에서 일하기 시작했다. 이의 일환으로 2018년 4월 6일 드리머와 HOH는 트위치에서 임팩트 레슬링 vs. 루차 언더그라운드 스페셜 제작을 도왔고, 하우스 오브 하드코어 40부터 일부 HOH 이벤트의 프로모 및 경기가 임팩트! 에피소드에 방영되었다. 드리머는 또한 임팩트!에서 에디 에드워즈/새미 캘러헌 대립에 참여했으며, 임팩트 레슬링 리뎀션에서 하드코어 경기 (무자격 경기)를 가졌다. 결국 드리머의 대립 참여는 에드워즈와의 문제로 이어져 하우스 오브 하드코어 43에서 드리머를 공격했다. 그들은 슬래미버서리 16의 하드코어 경기에서 문제를 해결했다.
하우스 오브 하드코어 37과 하우스 오브 하드코어 39에서 토너먼트 경기를 치른 후, 윌리 맥이 HOH 트위치 텔레비전 챔피언십에서 우승하며 하우스 오브 하드코어 40에서 HOH의 첫 챔피언이 탄생했다. 이 타이틀은 미국, 캐나다, 호주에서 방어되었다. 2018년 9월 6일, 맥은 드래곤 게이트의 스톰 게이트에서 도쿄, 고라쿠엔 홀에서 슌 스카이워커를 꺾고 타이틀을 방어했다. 2018년 12월 31일, 맥은 바 레슬링을 위해 캘리포니아, 볼드윈 파크에서 토미 드리머를 상대로 타이틀을 성공적으로 방어했다.
2018년 8월 6일, HOH는 필라델피아에서 2018년 9월 14일부터 16일까지 열리는 키스톤 코믹 콘에 참여한다고 발표했다. 주말 내내 드리머, 알렉스 레이놀즈, 랜스 아노아이와 팀 3D 레슬링 아카데미 학생들의 경기가 열렸다. 레슬링 외에도 HOH 부스에서는 불리 레이, 모니크 드프리, 타이러스가 주말 동안 드리머와 불리가 진행하는 익스트림 Q&A와 함께 출연했다. 2019년 8월 13일, HOH는 2019년 8월 23일부터 25일까지 열리는 키스톤 코믹 콘에 다시 참여한다고 발표했다. 주말 내내 HOH는 드리머, 라이노, 드프리, 팀 3D 레슬링 아카데미 학생들, 배우 스콧 패터슨이 드리머의 코너에서 경기를 치르는 모습을 선보였다.
2019년 1월 1일, 드리머는 GaS 디지털 네트워크와 파트너십을 맺고 하우스 오브 하드코어 팟캐스트를 제작했다. 팟캐스트에서는 드리머가 레슬링 인사들을 인터뷰하고 자신의 경력 이야기를 들려주며 하우스 오브 하드코어 및 최근 이벤트에 대해 이야기했다. 또한 드리머가 청취자 질문에 답하고 다양한 커피와 오레오를 맛보는 코너도 포함되었다. 팟캐스트는 2023년 7월 3일까지 운영되었으며 143개의 에피소드가 있었다.
2019년 3월 25일, 레트로소프트 스튜디오는 하우스 오브 하드코어, 토미 드리머, HOH 트위치 텔레비전 챔피언십이 곧 출시될 게임 레트로매니아 레슬링에 포함될 것이라고 발표했다. WWF 레슬페스트의 정신적 후속작인 이 게임은 이미 잭 세이버 Jr., 더 로드 워리어스, 오스틴 아이돌이 로스터에 포함될 것이라고 발표했다. 이 게임은 스팀 (2021년 2월 26일), 엑스박스 원 (2021년 3월 23일), 닌텐도 스위치 (2021년 3월 30일), 플레이스테이션 4 (2021년 4월 30일) 및 iiRcade (2021년 6월 4일)에 출시되었으며, 두 개의 HOH 아레나도 경기용으로 제공된다. 이 게임에는 HOH 출신인 존 모리슨, 닉 앨디스, 브라이언 마이어스, 콜드 카바나, 스티비 리처즈, 블루 미니, 제프 코브, 심판 라이언 T도 포함된다. NWA 월드 헤비웨이트 챔피언십은 HOH 트위치 텔레비전 챔피언십 대신 게임에 포함된다.
2019년 5월 8일, HOH는 임팩트 레슬링과 파트너십을 맺고 두 이벤트를 라이브 스트리밍한다고 발표했다. 6월 8일 필라델피아에서 열린 "A Night You Can't Mist"라는 제목의 이벤트는 임팩트 플러스와 피트 TV에서 방송되었다. 뉴욕 세인트 제임스에서 열린 6월 9일 이벤트 "Digital Destruction"은 임팩트 레슬링의 트위치 채널에서 방송되었다.
2020년 4월 11일 필라델피아의 2300 아레나에서 열릴 예정이었던 HOH 58 이벤트는 코로나바이러스로 인해 3월 14일에 취소되었다. 하우스 오브 하드코어는 코로나바이러스 팬데믹 제한이 종료된 이후 어떠한 이벤트도 개최하지 않았다.

## 이벤트 및 결과 목록
하우스 오브 하드코어는 2개의 자선 이벤트를 포함하여 총 57개의 연대순 이벤트를 제작했다. 첫 이벤트는 2012년 10월 6일 뉴욕 포킵시의 미드-허드슨 시빅 센터에서 열렸다. 펜실베이니아 필라델피아의 2300 아레나가 15번으로 가장 많은 이벤트를 개최했다.

## 챔피언십
| 챔피언십                     | 챔피언  | 이전 챔피언 | 획득 날짜      | 보유 기간 (일) | 장소                   | 방어 횟수 |
| ---------------------------- | ------- | ----------- | -------------- | -------------- | ---------------------- | --------- |
| HOH 트위치 텔레비전 챔피언십 | 윌리 맥 |             | 2018년 4월 7일 | 707            | 루이지애나, 뉴올리언스 | 13        |